# Liste der Seen in Australien
Natürliche Süßwasser-Seen sind in Australien aufgrund der klimatischen Eigenschaften recht selten.

## Überblick
Die meisten Seen in Australien fallen in eine der folgenden drei Kategorien:
- Küstenseen und Lagunen
- Stauseen als Wasserspeicher
- vorwiegend ausgetrocknete Salzseen in den Ebenen und Wüsten.

In Tasmanien gibt es aufgrund der glazialen Aktivitäten eine größere Anzahl natürlicher Seen, welche jedoch häufig zur Trinkwasserspeicherung optimiert werden.
Im Folgenden eine Liste der Seen in Australien:

## Küstenseen und Lagunen
- Lake Macquarie
- Tuggerah Lake
- Myall Lakes
- Smith’s Lake
- Lake Illawarra
- Narrabeen Lagoon
- Dee Why Lagoon
- Tabourie Lake
- St George’s Basin
- Gippsland-Seen
- Mallacoota Inlet
- Lake Alexandrina
- Lake Bonney

## Stauseen
- Lake Burragorang
- Lake Eucumbene
- Lake Jindabyne
- Lake Burley Griffin
- Lake Burrinjuck
- Blowering Dam
- Lake Moondarra
- Carcoar Dam
- Burrendong Dam
- Keepit Dam
- Copeton Dam
- Lake Glenbawn
- Lake Eildon
- Lake Dartmouth
- Lake Argyle
- Wyangala Dam
- Lake Hume
- Lake Gordon
- Talbingo-Talsperre
- Lake Burbury

## Trockene Salzseen
- Willandra Lakes
- Lake Eyre
- Lake Torrens
- Lake Frome
- Lake Mackay
- Island Lake
- Lake Cadibarrawirracanna
- Lake Amadeus
- Lake Dundas
- Lake Barlee
- Lake Disappointment

## Süßwasserseen
- Lake George
- Great Lake
- Lake St Clair
- Lake Pedder
- Lake Bennett
- Euston-Seen